# Damian Dawid Nowak
Damian Dawid Nowak (ur. 30 września 1989 roku w Tarnowskich Górach) – polski poeta i prozaik.
Za tomik "Inaczej niż w lustrze" otrzymał Nagrodę Międzynarodowego Listopada Poetyckiego 2018 za książkę roku. Swoją twórczość prezentował między innymi w TVP Kultura i Radiowej „Czwórce” oraz w antologiach i ogólnopolskich pismach literackich – między innymi w: „Afroncie”, „Akancie”, „Arteriach”, „Cegle”,
„Feeriach”, „Helikopterze”, „Krytyce Literackiej”, „Migotaniach”, „MULTImediach”, „PoeciPolscy.pl”, „Poezji Dzisiaj”, „Śląsku”, „Wytrychu”. Jest promotorem kultury azjatyckiej, autorem artykułów o tematyce kulinarnej i kulturalnej. Od 2013 roku jest redaktorem naczelnym GoodPlaceWarsaw.pl. Mieszka w Warszawie.

## Poezja
- Nieistotne (Miniatura, 2014)
- Pożegnania (Warszawska Firma Wydawnicza, 2015)
- Wczesne dojrzewania (Mamiko, 2016)
- Inaczej niż w lustrze (FONT, 2018)
- całe Góry wspomnień (Tarnogórska Fundacja Kultury i Sztuki, 2019)